# Matoniaceae
Matoniaceae C.Presl è una famiglia di piante dell'ordine Gleicheniales.

## Descrizione
Le Matoniaceae sono felci caratterizzate da una membrana a forma di ombrello che ricopre i sori che contengono le spore. Le foglie sono a forma di ventaglio e lobate in segmenti stretti o hanno lunghe nervature centrali che aiutano la pianta ad arrampicarsi. Sebbene un tempo diffuse nei tropici, le specie della famiglia ora si trovano solo nella regione malese, principalmente sulle creste aperte a quote più elevate, sulle cime delle montagne e sul calcare.

## Tassonomia
La famiglia comprende i seguenti generi:
- Matonia R.Br. ex Wall.
- Phanerosorus Copel.